# کریس کونوپکا
کریس کونوپکا (انگلیسی: Chris Konopka؛ زادهٔ ۱۴ آوریل ۱۹۸۵) بازیکن فوتبال اهل ایالات متحده آمریکا است.
از باشگاه‌هایی که در آن بازی کرده‌است می‌توان به باشگاه فوتبال تورنتو، باشگاه فوتبال راس کانتی، فیلادلفیا یونیون، باشگاه فوتبال اسپورتینگ کانزاس‌سیتی، باشگاه فوتبال واترفورد، باشگاه فوتبال بوهمیان، و باشگاه فوتبال نیویورک رد بولز اشاره کرد.